# 41 a. C.
El año 41 antes de Cristo fue un año común comenzado en miércoles o jueves, o un año bisiesto comenzado en martes, miércoles o jueves (las fuentes difieren) del calendario juliano. También fue un año bisiesto comenzado en miércoles del calendario juliano proléptico. En ese momento, era conocido como el año del consulado de Antonio y Vatia (o menos frecuentemente, año 713 Ab Urbe condita).

## Acontecimientos
- César Augusto crea varias legiones, entre ellas la Legio VI Victrix, Legio XVII, Legio XVIII y la Legio XIX.
- César Augusto obtiene el gobierno de Hispania, aunque envía a su legado Cayo Carrinas.[1]